# Boeing 720
Boeing 720 — американский узкофюзеляжный реактивный авиалайнер для линий средней и малой протяженности. Является модификацией модели Boeing 707 с укороченным фюзеляжем и меньшей дальностью полёта. Первый полёт — ноябрь 1959 года, ввод в эксплуатацию — июль 1960 года. Серийный выпуск составил 154 самолёта в двух модификациях — 720 и 720B.

## Разработка и конструкция самолёта
В 1954 году совершил свой первый полёт Boeing Model 80 — межконтинентальный пассажирский самолёт который радикально изменил принципы авиаперевозок. Потомок Model 80, Boeing 707, был революционным самолётом и не удивительно то, что его успех вдохновил Boeing на создание версии для линий средней и малой протяженности.
Компания Boeing начала разработку нового самолёта в июле 1957. За основу был взят вариант самолёта 707-120; целью была разработка машины для линий средней и малой протяженности — уменьшенной, облегчённой и поэтому пригодной для эксплуатации с более коротких ВПП. Первый полёт модели 720 был выполнен 23 ноября 1959 года.
Внешне Boeing 720 почти не отличался от своего предшественника и только при более подробном осмотре можно было заметить отличия. Так, кроме всего, фюзеляж стал на 2,45 метра короче, была несколько изменена в плане геометрии конструкция крыла (увеличилась стреловидность), были установлены предкрылки Крюгера. Самолёт имел невысокие взлётную и посадочную скорости, что привело к упрощению различных элементов конструкции, снижению веса (которое позволило снизить расход топлива). Boeing 720 мог перевозить 116 человек: 38 в первом классе и 78 во втором. Для удобства пассажиров на борту имелись три кухни и три туалета. На самолёт устанавливались четыре турбореактивных двигателя Pratt & Whitney JT3C-7 (сила тяги каждого 12 000 фунтов).
5 июля 1960 года первая машина N7201U была передана United Airlines. Позже её купили частные владельцы и переоборудовали для перевозки VIP персон (на нём летали Led Zeppelin, Deep Purple, Элтон Джон, Сонни и Шер). Всего было построено 65 Boeing 720 (позже модернизировались до Boeing 720B).
6 октября 1960 года совершила первый полёт новая модификация самолёта — 720В с новыми двигателями JT3D. Boeing 720B отличался внешне от своего предшественника изменённой формой двигательных гондол, а также другим расположением дверей и аварийных выходов по бокам фюзеляжа. В новой модели был слегка увеличен взлётный вес, остальные характеристики остались почти без изменений.
Регулярная эксплуатация этой модели началась в марте 1961 года. Одним из самых первых и известных операторов стала одна из старейших авиакомпаний США Pan American World Airways. Всего было построено 89 самолётов Boeing 720B.
Boeing 720 не достиг такого огромного успеха как его предшественник. Авиакомпании покупали самолёт без особого ажиотажа. Американские авиакомпании перепродали вскоре большинство этих самолётов авиакомпаниям из других стран. Некоторые Boeing 720B летали вплоть до начала 1990-х годов.

## Эксплуатация
Основными эксплуатантами модели 720 были авиакомпании США:
- American Airlines — 25 машин;
- Braniff Airways — 5;
- Continental Airlines — 8;
- Eastern Airlines — 15;
- Federal Aviation Agency — 1;
- Northwest Airlines — 13;
- Pacific Northern Airlines — 2;
- United Airlines - 29;
- Western Airlines — 27.

Вне США самолёт эксплуатировался следующими авиакомпаниями:
- Avianca (Колумбия) — 3 машины;
- Ethiopian Airlines (Эфиопия) — 3;
- Lufthansa (ФРГ) — 8;
- Aer Lingus (Ирландия) — 3;
- El Al (Израиль) — 2;
- Pakistan International Airlines — 5;
- Air Rhodesia — 3.

## Лётно-технические характеристики
- Пассажировместимость: 167
- Длина: 41,68 м
- Размах крыла: 39,88 м
- Максимальная взлетная масса: 106 141 кг
- Дальность с полной коммерческой нагрузкой: 6820 км
- Крейсерская скорость: 983 км/ч
- Силовая установка: 4 турбореактивных Pratt & Whitney JT3C-7 с тягой по 53,3 kN

## Аварии и катастрофы
По данным портала Aviation Safety Network, по состоянию на 7 апреля 2020 года в общей сложности в результате катастроф и серьёзных аварий были потеряны 23 самолёта Boeing 720. Самолёт пытались угнать 10 раз. При этом погибло 8 человек. Всего в этих происшествиях погибло 265 человек.
| Дата       | Бортовой номер | Место аварии     | Жертвы  | Краткое описание |
| ---------- | -------------- | ---------------- | ------- | --- |
| 24.09.1961 | N7545A         | Логан            | 0/71    | Выкатился за пределы взлётно-посадочной полосы и остановился в воде. Самолёт был отремонтирован.                                                      |
| 04.12.1961 | D-ABOK         | близ Нидер-Ольма | 3/3     | Разбился при невыясненных обстоятельствах. |
| 14.08.1962 | D-ABOM         | Лондон           | 0/51    | Не вышла носовая стойка шасси. |
| 12.02.1963 | N724US         | Эверглейдс       | 43/43   | Разбился во время непогоды из-за ряда сопутствующих факторов.                                                                                         |
| 15.07.1964 | D-ABOP         | Ансбах           | 3/3     | Разбился во время тренировочного полёта. |
| 20.05.1965 | AP-AMH         | Каир             | 121/127 | Из-за преждевременного снижения врезался в землю. Причина не установлена.                                                                             |
| 09.01.1968 | ET-AAG         | Бейрут           | 0/49    | Совершил жёсткую посадку во время непогоды и загорелся.                                                                                               |
| 30.11.1968 | н.д.           | Гавана           | 0/45    | Захвачен вооружённым угонщиком и направлен в Гавану.                                                                                                  |
| 18.02.1969 | 4X-ABB         | Цюрих            | 2/28    | Захвачен боевиками. В перестрелке был убит один из угонщиков, несколько членов экипажа пострадали, второй пилот скончался спустя месяц после ранения. |
| 21.10.1969 | н.д.           | Гавана           | 0/37    | Угнан на Кубу. |
| 31.03.1971 | N3166          | Онтэрио          | 5/5     | Разбился из-за технической неисправности. |
| 02.12.1971 | н.д.           | Париж            | 0/28+   | Захвачен вооружённым угонщиком. |
| 08.12.1972 | н.д.           | Аддис-Абеба      | 7/94    | Захвачен через 13 минут после вылета. Все 7 угонщиков были застрелены охраной.                                                                        |
| 16.08.1973 | OD-AFR         | Тель-Авив        | 0/119   | Захвачен вооружённым угонщиком. |
| 13.09.1974 | OY-DSR         | Каструп          | 0/н.д.  | Жёсткая посадка. |
| 01.01.1976 | OD-AFT         | Эль-Кайсума      | 81/81   | Взрыв бомбы в багажном отсеке. |
| 22.04.1976 | N37777         | Барранкилья      | 0/4     | Потерпел аварию при заходе на посадку. |
| 27.06.1976 | OD-AGE         | Бейрут           | 1/3     | Попал под ракетный удар после высадки пассажиров. |
| 16.08.1976 | HK-723         | Мехико           | 0/127   | Жёсткая посадка. |
| 27.01.1980 | HK-725         | Кито             | 0/н.д.  | Выкатился за пределы взлётно-посадочной полосы. |
| 08.01.1981 | AP-AXK         | Карачи           | 0/79    | При посадке не вышло шасси. |
| 02.03.1981 | AP-AZP         | Кабул Дамаск     | 1/144   | Захвачен тремя угонщиками. Захват продолжался 13 дней.                                                                                                |
| 31.08.1981 | OD-AFR         | Бейрут           | 0/0     | Взорван на земле. |
| 12.06.1982 | OD-AFP         | Бейрут           | 0/0     | Уничтожен в ходе Ливанской войны. |
| 16.06.1982 | OD-AFU         | Бейрут           | 0/0     | Уничтожен в ходе Ливанской войны. |
| 16.06.1982 | OD-AFW         | Бейрут           | 0/0     | Уничтожен в ходе Ливанской войны. |
| 16.06.1982 | OD-AGR         | Бейрут           | 0/0     | Уничтожен в ходе Ливанской войны. |
| 01.08.1982 | OD-AGG         | Бейрут           | 0/0     | Уничтожен в ходе Ливанской войны. |
| 01.06.1983 | OD-AFO         | Бейрут           | 0/0     | Попал под обстрел. |
| 01.12.1984 | N833NA         | Эдвардс          | 0/0     | Уничтожен в ходе эксперимента |
| 21.08.1985 | OD-AFL         | Бейрут           | 0/0     | Попал под обстрел. |
| 21.08.1985 | OD-AGQ         | Бейрут           | 0/0     | Попал под обстрел. |